# Bistum Rafaela
Das Bistum Rafaela (lateinisch Dioecesis Raphaëliensis, spanisch Diócesis de Rafaela) ist eine in Argentinien gelegene römisch-katholische Diözese mit Sitz in Rafaela.

## Geschichte
Das Bistum Rafaela wurde am 10. April 1961 durch Papst Johannes XXIII. mit der Päpstlichen Bulle Cum venerabilis aus Gebietsabtretungen des Erzbistums Santa Fe und des Bistums Reconquista errichtet. Es wurde dem Erzbistum Santa Fe de la Vera Cruz als Suffraganbistum unterstellt.

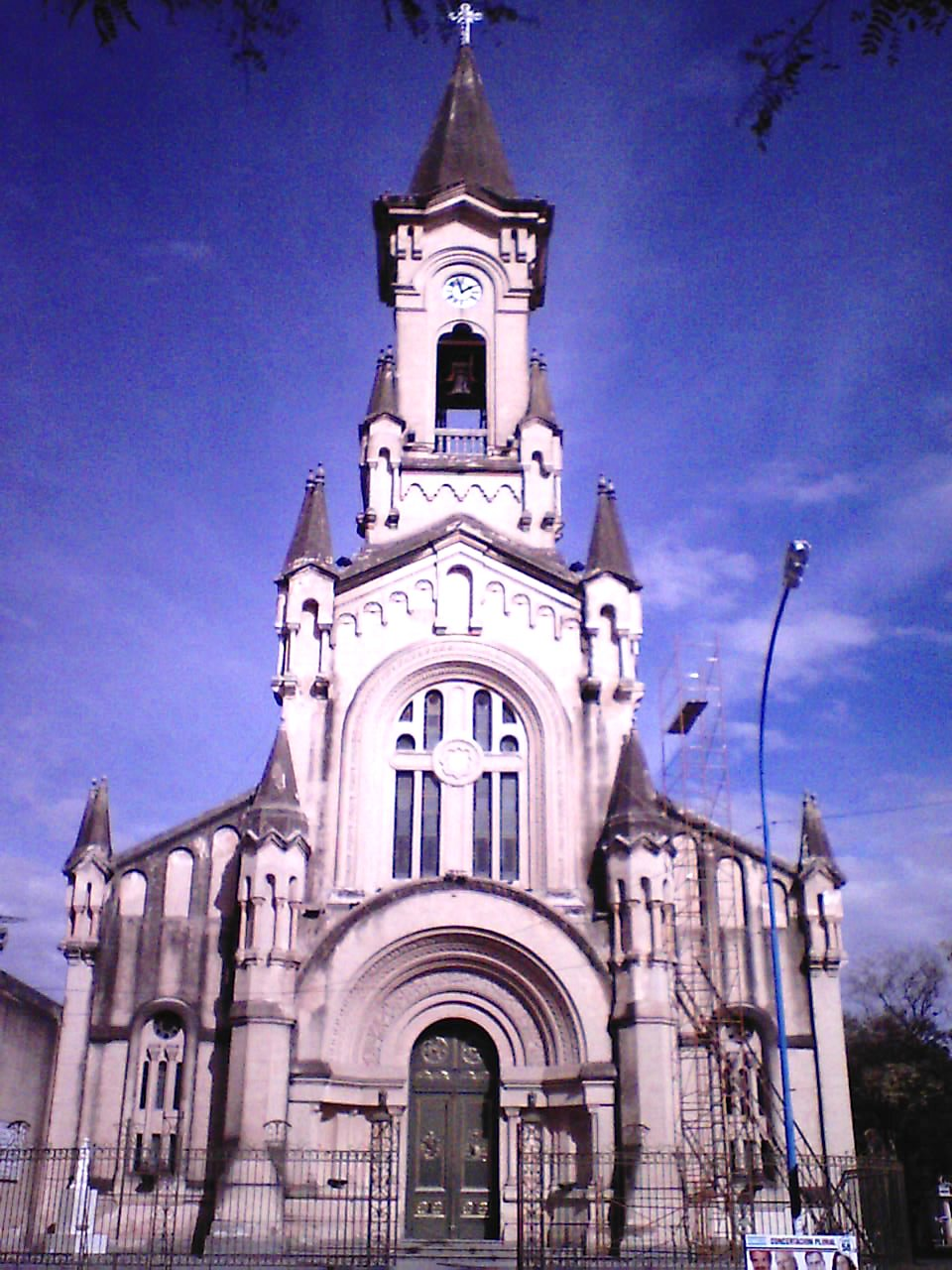
Kathedrale San Rafael in Rafaela

## Bischöfe von Rafaela
- Vicente Faustino Zazpe, 1961–1968, dann Koadjutorerzbischof von Santa Fe
- Antonio Alfredo Brasca, 1968–1976
- Alcides Jorge Pedro Casaretto, 1976–1983, dann Koadjutorbischof von San Isidro
- Héctor Gabino Romero, 1984–1999
- Carlos María Franzini, 2000–2012
- Luis Alberto Fernández, 2013–2022
- Pedro Javier Torres, seit 2022